# Yoshihide Suga
Yoshihide Suga (jap. 菅 義偉 Suga Yoshihide; ur. 6 grudnia 1948 w wiosce Akinomiya, w powiecie Ogachi, obecnie część miasta Yuzawa, w prefekturze Akita) – japoński polityk, premier Japonii od 16 września 2020 do 4 października 2021.

## Życiorys

### Dzieciństwo i edukacja
Yoshihide Suga urodził się 6 grudnia 1948 we wsi Akinomiya (obecnie część miasta Yuzawa) w prefekturze Akita. Pochodzi z rodziny plantatorów truskawek. Po ukończeniu szkół w Yuzawa przeprowadził się do Tokio, gdzie studiował na Wydziale Prawa Uniwersytetu Hosei (Hōsei Daigaku), uzyskując licencjat w 1973.

### Kariera polityczna
Zasiada w Izbie Reprezentantów od 1996, reprezentując 2. okręg Kanagawa. Pełnił wiele funkcji m.in.: sekretarza ministra handlu międzynarodowego i przemysłu, wiceministra ds. ziemi, infrastruktury, transportu i turystyki, wiceministra ds. gospodarki, handlu i przemysłu, ministra spraw wewnętrznych i komunikacji podczas pierwszej kadencji premiera Shinzō Abe (2006–2007), a podczas drugiej kadencji Abe w latach 2012–2020 głównego sekretarza gabinetu (naikaku-kanbō-chōkan, ang. Chief Cabinet Secretary; najdłuższa kadencja w historii Japonii).
Suga stał się szerzej znany, gdy 1 kwietnia 2019 ogłosił nazwę nowej ery imperialnej, Reiwa.
Po ogłoszeniu przez Shinzō Abe rezygnacji ze stanowiska premiera w sierpniu 2020, Suga został czołowym kandydatem do zastąpienia go w wyborach na przewodniczącego partii. Głównymi konkurentami byli Shigeru Ishiba i Fumio Kishida.
14 września 2020 został wybrany na stanowisko przewodniczącego (sōsai) Partii Liberalno-Demokratycznej (Jimin-tō). Po wyborze przedstawił program polityczny, który obejmuje m.in. walkę z trwającą pandemią COVID-19 i dalsze ożywienie gospodarki. Dwa dni później został formalnie wybrany na stanowisko premiera (naikaku-sōridaijin) w obu izbach parlamentu. Yoshihide Suga został 99. premierem, licząc od pierwszego premiera, Hirobumiego Itō (1841–1909). 3 września 2021 sekretarz generalny PLD ogłosił, że Suda podał się do dymisji ze stanowiska premiera.

## Życie prywatne
Jest żonaty, ma trzech synów. W czasach studenckich uprawiał karate. Lubi książki historyczne, spacery, wędkowanie w górskich strumieniach, słodycze i makarony. Ulubione powiedzenie: „Jeśli jest wola, jest i sposób”.

## Galeria

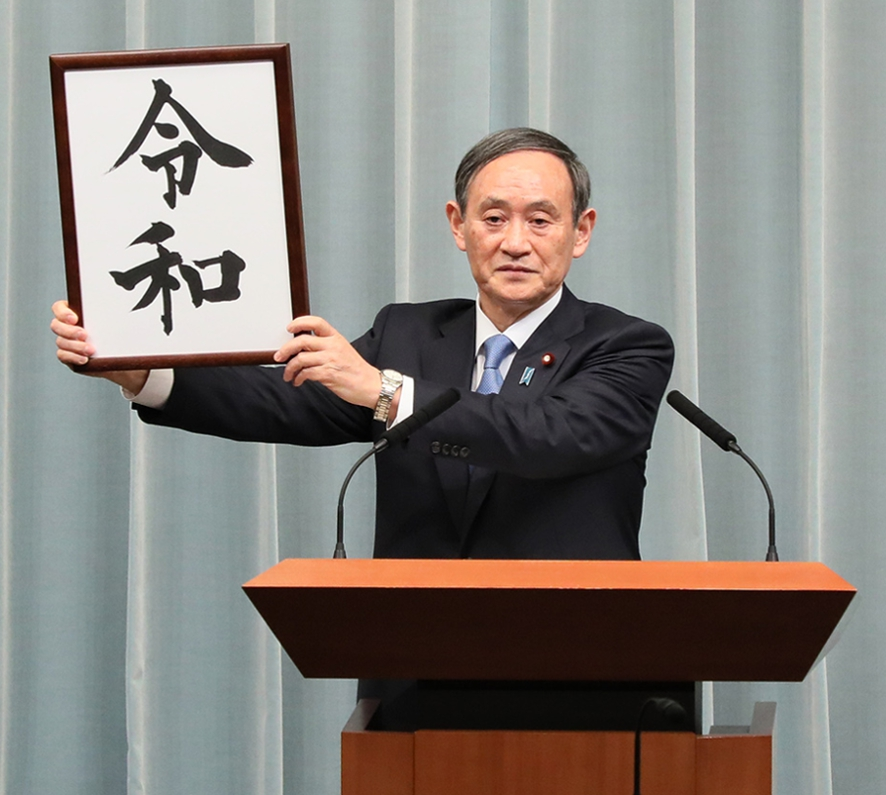
Yoshihide Suga oznajmia nazwę nowej ery cesarskiej, 1 kwietnia 2019
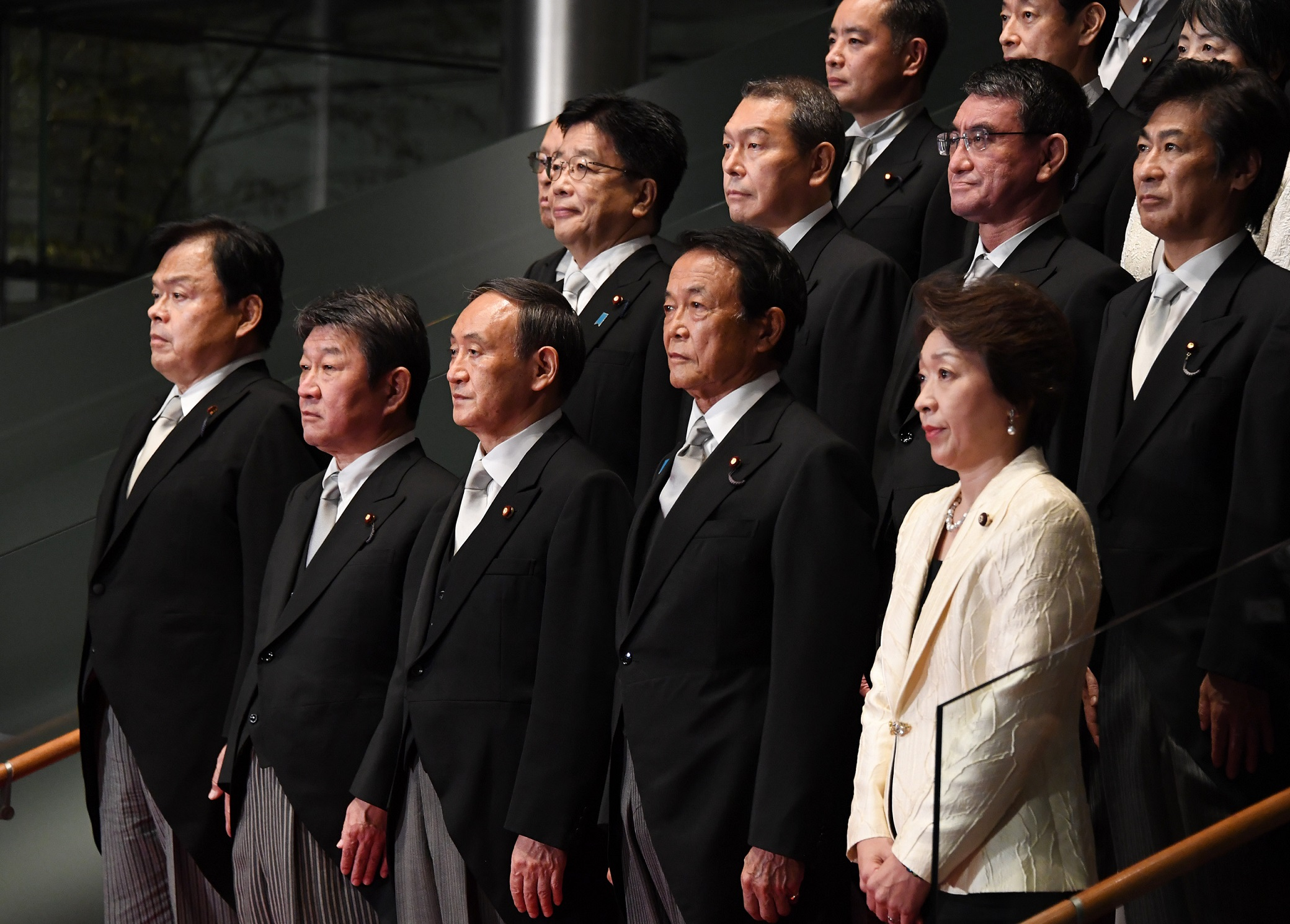
Premier Suga i jego rząd, 16 września 2020
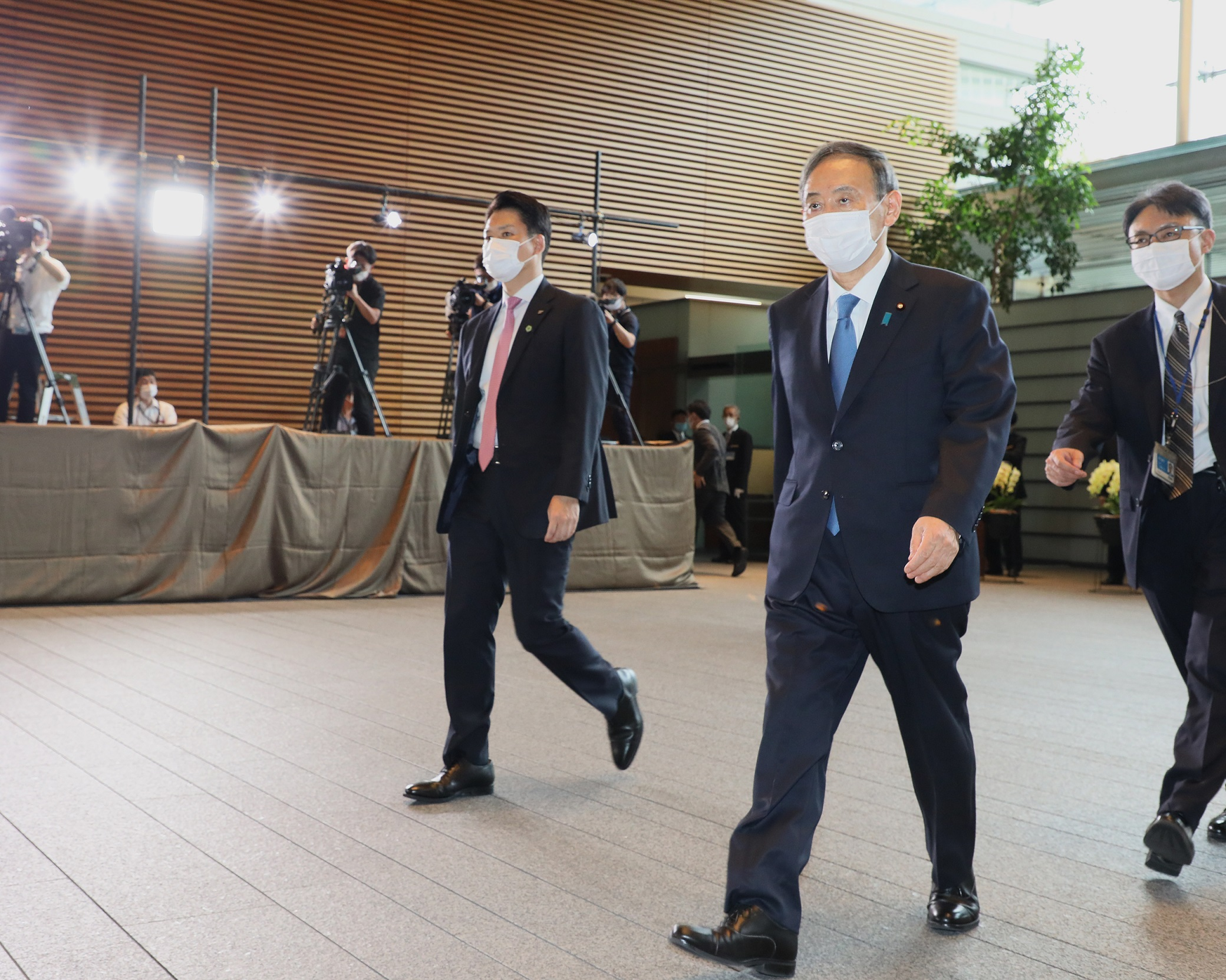
Wejście premiera Sugi do rezydencji po objęciu urzędu, 16 września 2020